# Inkermanský jeskynní klášter svatého Klementa
Inkermanský jeskynní klášter sv. Klementa (rusky Инкерманский Свято-Климентовский пещерный монастырь) je mužský pravoslavný klášter v sevastopolském Inkermanu, zasvěcený svatému Klementu. Patří k nejstarším jeskynním klášterům Krymu.

## Historie
Jeskyně, hlavní prostory kláštera, jsou vytesány v západní stěně Klášterní skály. Na náhorní plošině nad ní se dochovaly pozůstatky středověké pevnosti Kalamita, založené v 6. století, která se v 14. až 15. století stala součástí pravoslavného knížectví Theodoro a kterou roku 1475 dobyli Turci. V té době již klášter existoval, kdy však byl přesně založen, není jasné.
Různí historikové odhadují jeho počátky od 6. do 15. století. Vznik kláštera je spojován s kultem svatého Klementa, který měl být podle jedné z legend utopen poblíž nedalekého Chersonésu.
Když pevnost Kalamita dobyli Turci, klášter postupně upadal, až zanikl. Pevnost byla přejmenována na Inkerman, což dalo jméno i nedalekému městu. Od roku 1783 se pozůstatky kláštera, stejně jako celý Krym, dostaly pod nadvládu Ruska.
V roce 1850 byl klášter obnoven, roku 1867 byl znovu vysvěcen jeskynní chrám svatého Martina. Později také vznikaly nové svatostánky: chrám svatého Pantaleona (1895) a chrám svatého Mikuláše (1905).
Od roku 1924 začaly být bolševiky chrámy postupně uzavírány. V roce 1927 zemětřesení silně poškodilo chrám Zvěstování a chrám svatého Mikuláše, proto bylo rozhodnuto o jejich rozebrání. Definitivně byl klášter uzavřen v roce 1931 a jeho majetek předali Sevastopolské muzejní jednotě. V prostorách zrušeného kláštera však nechali dožít představeného Benedikta, otce Prokopije a dva 85leté starce.
Během 2. světové války se v klášterních jeskyních usadil štáb 25. střelecké divize Přímořské armády, která v červnu 1942 zadržovala v Inkermanské vrchovině nacisty, postupující na Sevastopol.
K postupné obnově kláštera docházelo od roku 1991 díky úsilí představeného Avgustina, bratří i laiků. V chrámech se opět začaly sloužit bohoslužby, cely byly opraveny. Z Kyjeva sem byla převezena relikvie svatého Klementa, která byla umístěna v boční lodi chrámu svatého Klementa.

## Galerie

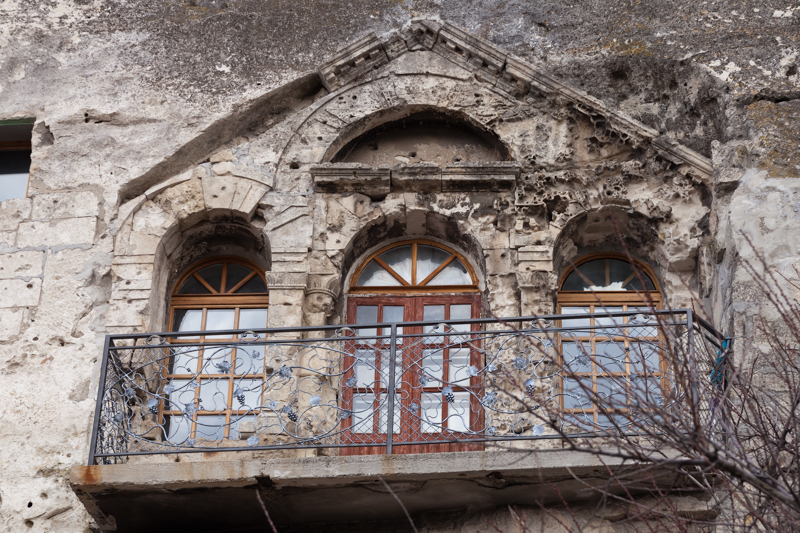
Jeskynní chrám svatého Klementa (dříve sv. Jiří)
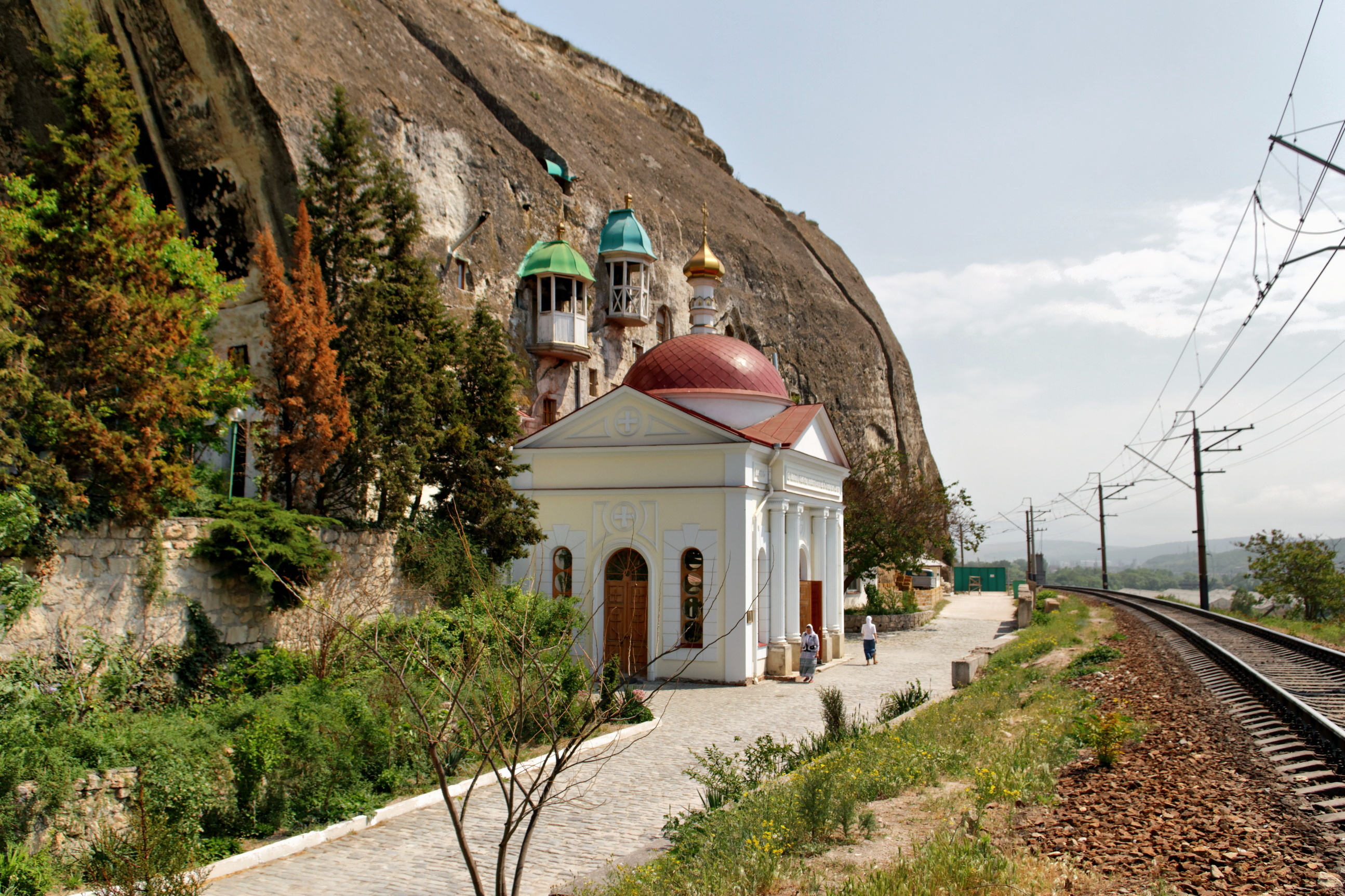
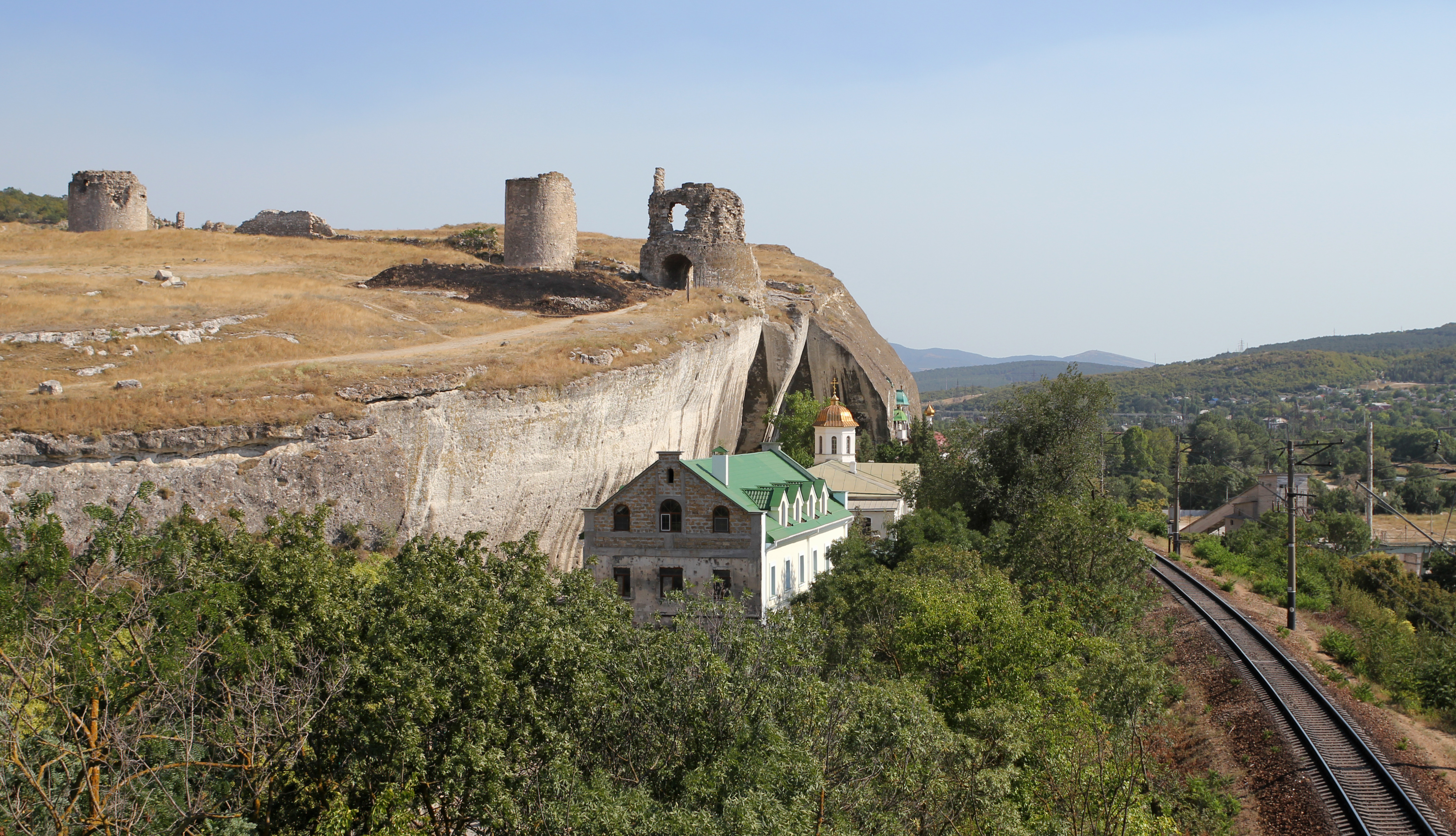
Nad klášterem pozůstatky pevnosti Kalamita
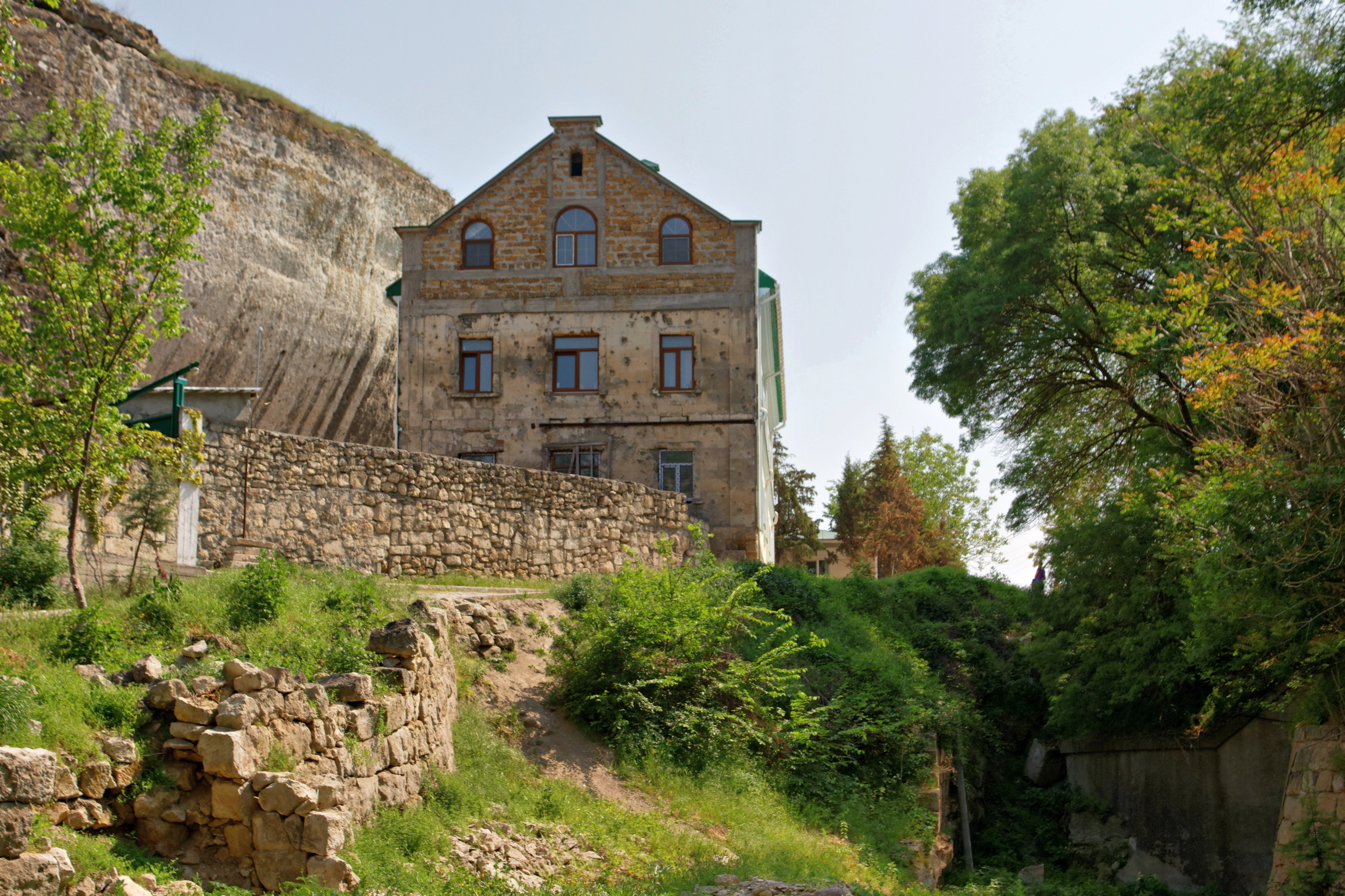
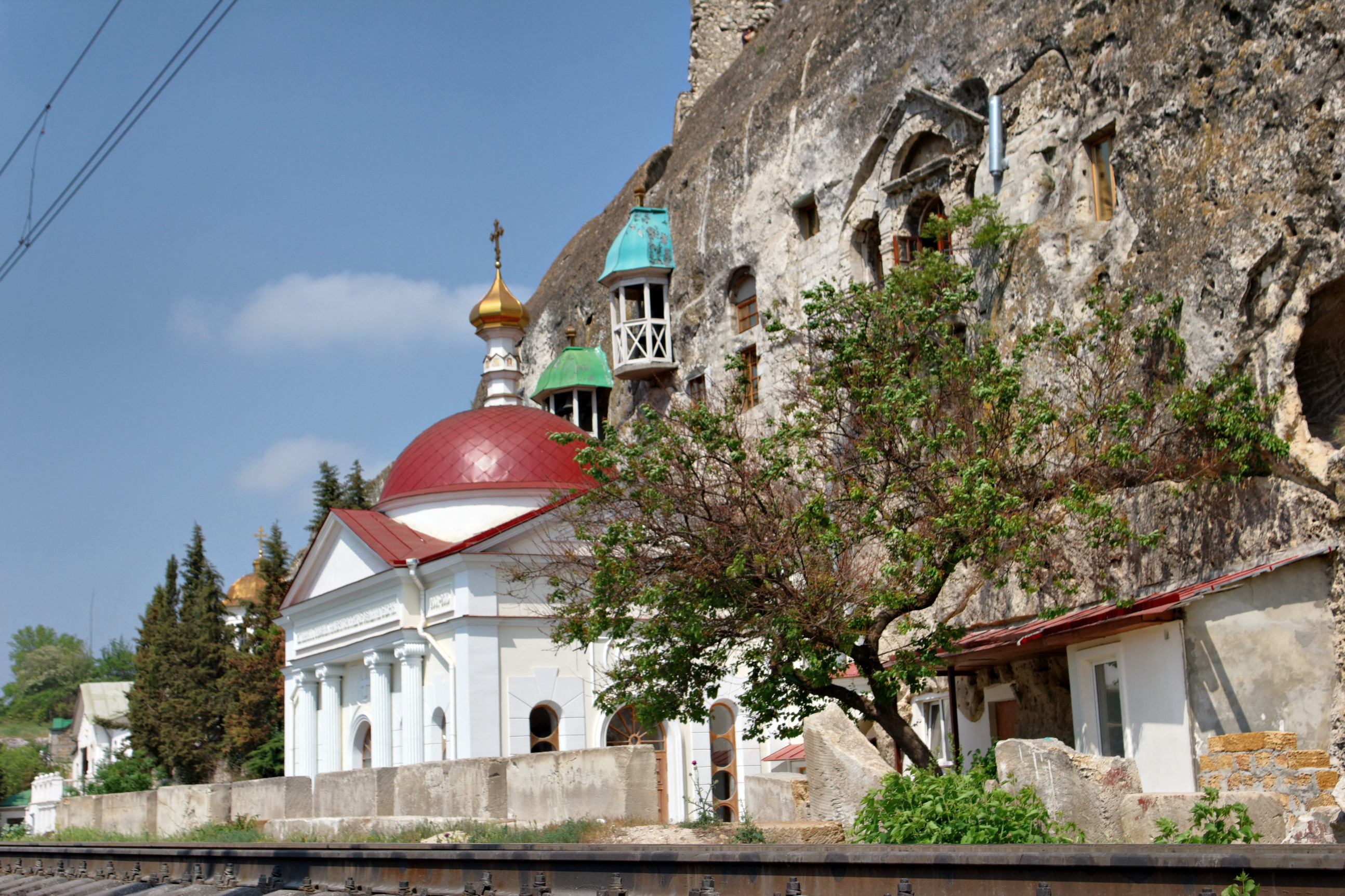
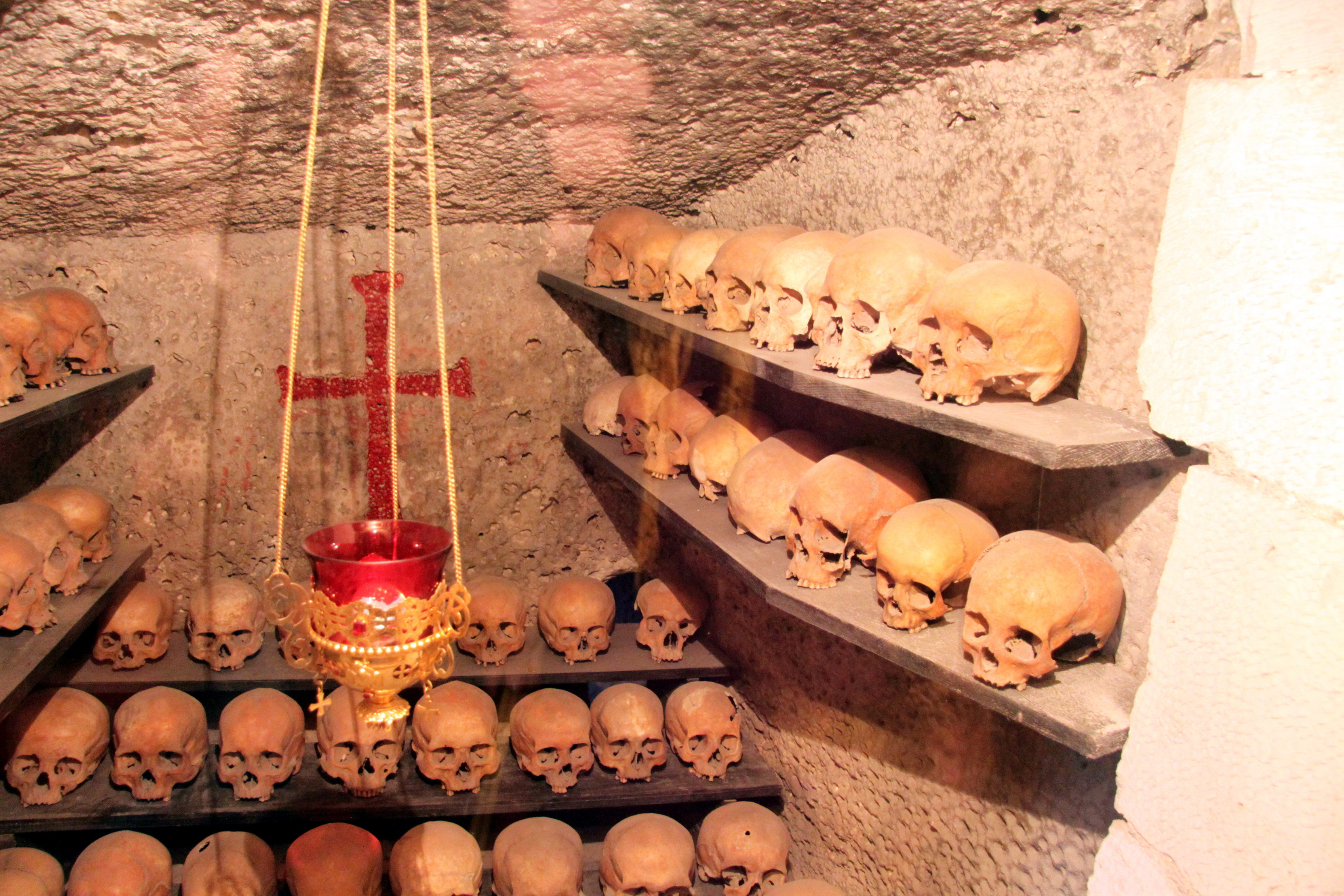
Kostnice
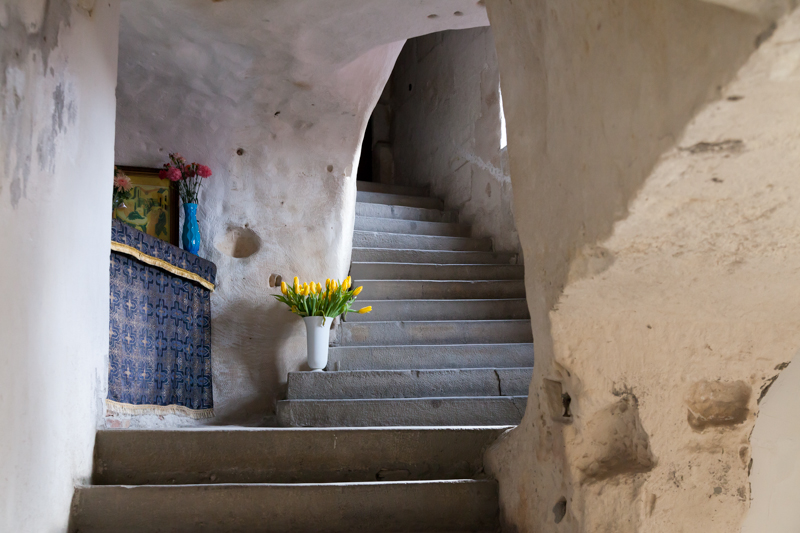
Jeskynní část kláštera
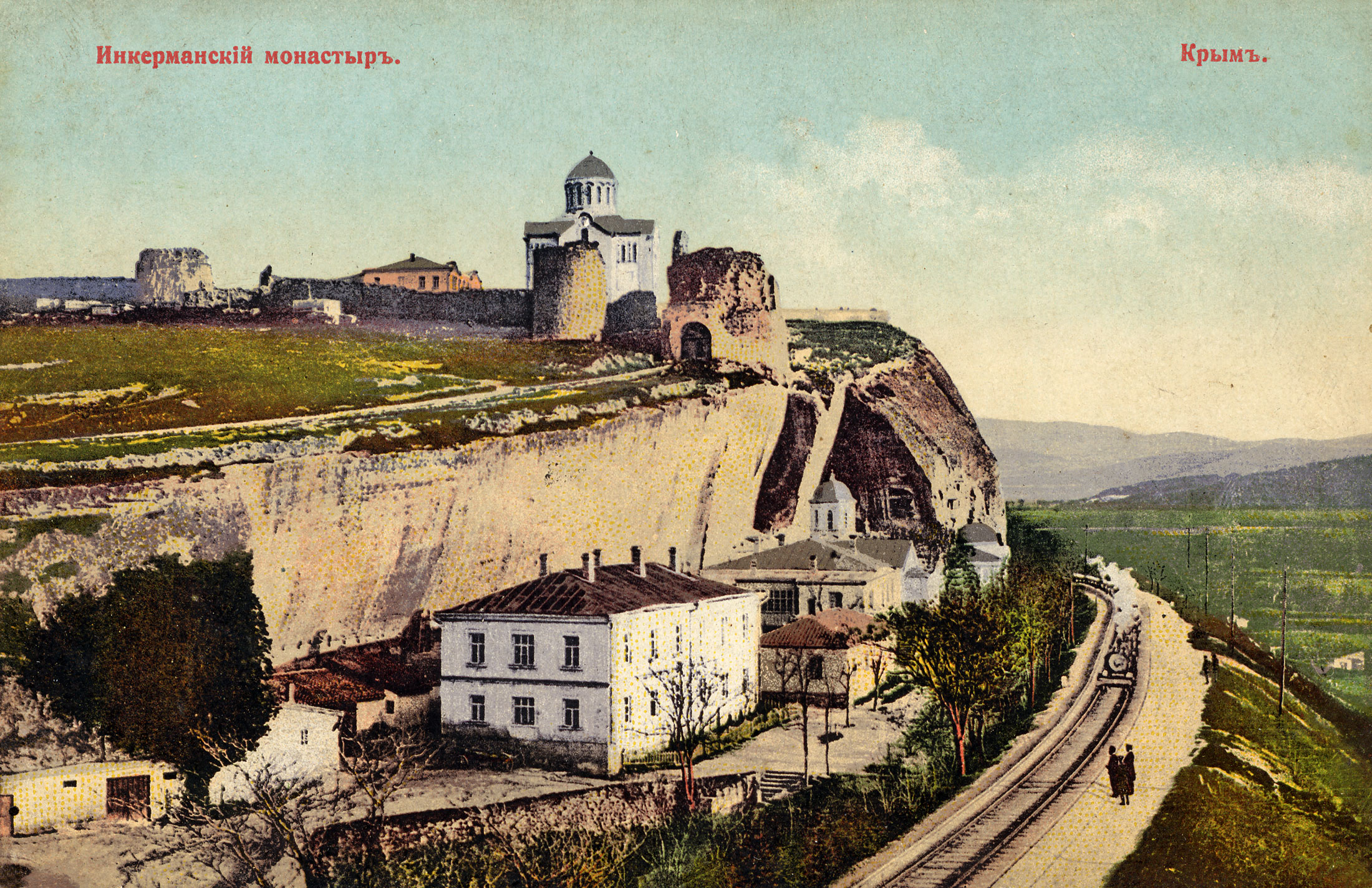
Pohlednice, cca 1910